# Памятник Михаилу Кутузову (Смоленск)
Памятник Кутузову в Смоленске — одна из достопримечательностей Смоленска. Находится в центральной части города, около Успенского собора.

## Описание
Памятник у Соборного холма был воздвигнут по проекту известного советского скульптора Г. И. Мотовилова и архитектора Л. М. Полякова. Работа над ним шла с конца 1940-х годов. Создавая статую М. И. Кутузова, скульптор Мотовилов вдохновлялся толстовским образом великого полководца, известным всем по роману «Война и мир».
Открытие памятника состоялось 20 июня 1954 года. Памятник представляет собой бронзовую фигуру фельдмаршала во весь рост на постаменте из розового гранита. Его непокрытая голова слегка приподнята, а взгляд устремлен вперед. Наблюдается портретное сходство этого произведения с работами художников, писавших Кутузова с натуры. Низко спускающиеся к воротнику волосы уже вышедшего в те времена из моды парика подчеркивают характерные особенности лица: большой лоб, невидящий правый глаз, нос с горбинкой, обильные морщины, глубокие складки у рта, двойной подбородок. Украшена боевыми наградами грудь полководца, правая рука сжимает рукоять опущенной к земле обнаженной шпаги, левой Кутузов придерживает плащ. Непринужденность позы хорошо сочетается с запечатленной в облике полководца решительностью и твердой волей. Кутузов предстает в этом памятнике в зените славы, торжествующим победу над врагом.
Памятник Кутузову, созданный Мотовиловым, удачно дополнил галерею смоленских памятников героям и событиям Отечественной войны 1812 года, которые были установлены ещё до Великой Октябрьской социалистической революции:  главный памятник сражению за Смоленск, памятник «с орлами», памятник Софийскому полку, бюст Кутузова, обелиск на могиле генерала А. А. Скалона, памятник на месте расстрела партизан — подполковника П. И. Энгельгардта и коллежского асессора С. И. Шубина, мемориальные доски русским полкам — защитникам Смоленска — на крепостной стене.